# Richard Dupierreux
Richard Dupierreux, né à Couillet le 6 mars 1891 et mort à Ixelles le 5 juin 1957, est un homme de lettres, journaliste, critique d'art et de théâtre belge. Il a notamment été pendant vingt ans journaliste et directeur des services artistiques et théâtraux du journal Le Soir.

## Biographie
Richard Remi Georges Dupierreux, né à Couillet le 6 mars 1891, est le fils de Remi Dupierreux, comptable aux chemins de fer, et de Mélanie Hubert. Il est né dans une famille wallonne d'origine populaire. Au cours de sa jeunesse, la famille Dupierreux séjourne dans différents quartiers de Charleroi au gré des affectations de son père : à Marchienne-au-Pont, Dampremy et Marcinelle. En 1914, Il épouse à Cardiff Renée Goebel, qu'il a connu à l'Université populaire de Marcinelle.
Il fait des études secondaires à l'Athénée de Charleroi et à l'Athénée de Chimay. Il entame ensuite des études à l'Université libre de Bruxelles où il obtient le diplôme de docteur en droit en 1914. Il débute alors une carrière d'avocat. Très tôt, il envoie des chroniques aux journaux qui sont publiées notamment au Journal de Charleroi, à la Société nouvelle de Mons et à la Revue de Belgique. Il se passionne en particulier pour le théâtre classique et les Beaux-Arts.
Quand sa famille se fixe à Marcinelle, il fait la connaissance à 20 ans de celui qui allait devenir son mentor et ami : Jules Destrée. Ce dernier préside l'Exposition de Charleroi de 1911 et a besoin d'un secrétaire pour mettre en valeur les richesses artistiques wallonnes, la prospérité économique et les nouvelles techniques industrielles de la région carolorégienne. Il embauche Richard Dupierreux qui découvre alors l'Art wallon dont il fait la promotion. Combinant ses qualités littéraires et son intérêt pour l'art, il se fait critique dans les journaux à la Jeune Wallonie et à la Revue de Belgique et participe à la fondation de La Belgique française.
En 1913, il suit avec ferveur les traces de Jules Destrée quand ce dernier fonde l'Assemblée wallonne, qui a pour ambition de créer une identité wallonne. C'est Dupierreux qui suggère dans un rapport à l'Assemblée wallonne le drapeau jaune à coq rouge et le cri « Wallons toujours ». En 1914, il publie un premier essai, La sculpture wallonne. 
La Première Guerre mondiale interrompt sa carrière d'avocat et il suit Destrée en Angleterre, en France et en Italie pour prêcher la cause de la Belgique agressée. Avec Destrée, il rédige des ouvrages : Aux armées d'Italie en 1917 et Les Fondeurs de neige en 1920. De 1917 à 1918, il est brièvement attaché d'ambassade à Petrograd où il a suivi Jules Destrée, nommé ambassadeur de Belgique auprès du gouvernement Kerensky.
En 1919 à 1922, Richard Dupierreux est chef de cabinet de Jules Destrée qui a été nommé ministre des Sciences et des Arts. Il n'en poursuit pas moins ses activités de journaliste pour Le Petit Parisien, à La Nation belge, à L'Europe nouvelle, l'Observer et l'Éventail. Il publie aussi La certitude amoureuse en 1924.
De 1926 à 1929, Dupierreux est appelé à Paris à la tête de la section des Relations artistiques de l'Institut international de Coopération intellectuelle (qui deviendra l'Unesco), organisme lié à la Société des Nations. Il crée alors divers organismes culturels et organise des événements au niveau international. En 1929, il est engagé comme directeur des services artistiques et théâtraux du journal Le Soir et participe à de nombreux grands reportages. Il signait parfois ses rubriques sous le pseudonyme de Casimir. Il est également secrétaire de la ligue des Intellectuels wallons et président des Amis de l'art wallon.
Début 1936, il suscite une polémique par sa prise de position dans un article du journal Le Soir concernant l'exposition de René Magritte et de Paul Delvaux au Palais des Beaux Arts (Bruxelles). Dans cet article, il prend position contre l'art pictural des surréalistes. René Magritte, l'un des chefs de file belge de ce courant artistique lui adresse alors une lettre virulente restée célèbre.
Dans l'enseignement, il occupe la chaire d'Histoire de la Littérature à l'Institut supérieur d'Architecture et des Arts décoratifs de La Cambre de 1932 à 1956. Parallèlement, il publie le roman Angelina en 1932, Coursier d'Orient qui lui vaut le Prix triennal du Roman en 1947 et Madame Nectar, roman policier en 1948. Pendant la Seconde Guerre mondiale, il se réfugie en France et revient en Belgique dès la Libération. En 1951, il est nommé membre correspondant de l'Académie royale de Belgique et en 1956, membre de la classe des beaux-arts de cette institution.
À la suite de son décès à Ixelles le 5 juin 1957, il est inhumé au cimetière d'Ixelles.

## Sélection d'œuvres
- La Sculpture Wallonne, éd. G. Van Oest&Cie, Paris-Bruxelles, 1914.
- Opinions sur la Belgique-Italie, éd. Van Oest&Cie, 1916 (avec Jules Destrée).
- Aux armées d'Italie, éd. Bloud et Gay, Paris, 1917 (avec Jules Destrée).
- Les Fondeurs de neige, Notes sur la Révolution bolchévique, éd. Van Oest&Cie, Bruxelles-Paris, 1920 (avec Jules Destrée).
- La certitude amoureuse, éd. La Renaissance du livre, 1924.
- Angelina, roman, éd. Labor, Paris, 1932.
- Car la danse de Clothilde et Alexandre Sakharoff est vraiment miraculeuse, L'art Belge. Revue mensuelle du mouvement artistique, 1935.
- Jules Destrée, éd. Labor, Paris-Bruxelles, 1938.
- Courrier d'Orient, éd La Renaissance du livre, 1945 (Prix triennal du Roman en 1947).
- Madame Nectar, roman policier, 1948.
- Léon Navez, monographie, éd. De Sikkel, Anvers, 1950.
- Léon Buisseret, monographie, éd. Léon Eeckman, Bruxelles, 1956.
- La peinture wallonne sous l'Ancien Régime.
- Éloge des Eaux et des Fontaines de Rome. Illustrations de Marie Howet. éd. Malvaux, Bruxelles – éd. Colas, Paris, 1966.

## Hommages et distinctions
En 2021, une rue de Couillet a été rebaptisée « rue Richard Dupierreux » pour perpétuer sa mémoire.
L'ouvrage Coursier d'Orient qui lui vaut le Prix triennal du Roman en 1947 et il est lauréat des Amis du Hainaut en 1951.
La commune de Schaerbeek possède un tableau de Richard Depierreux, œuvre du peintre belge Martin Bollé.
Il est titulaire de nombreuses distinctions belges et étrangères parmi lesquelles :
- Commandeur de l'ordre de la Couronne (Belgique) ;
- Officier de l'ordre de Léopold (Belgique) ;
- Officier de la Légion d'honneur (France).